# Warren Cann

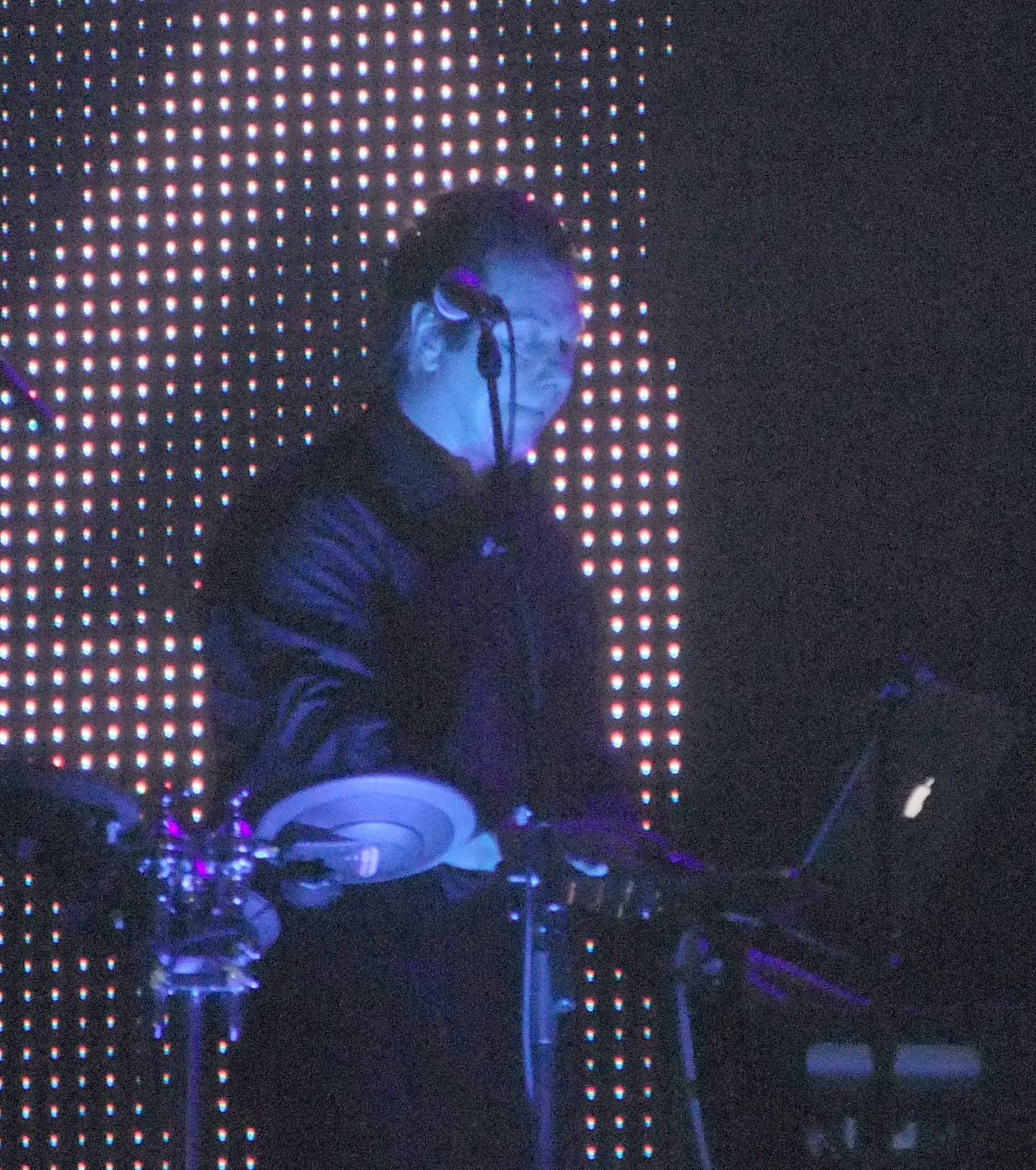
Warren Cann in de Roundhouse, 2009.

Warren Reginald Cann (Victoria (Brits-Columbia), 20 mei 1950) is een Canadese drummer en drumcomputerprogrammeur, bekend van de Britse New Wave-band Ultravox.

## Biografie
Cann verhuisde in 1972 naar Engeland en deed auditie voor Sparks voordat hij in 1974 lid werd van de band Tiger Lily, die later de naam veranderde in Ultravox. De band bracht hun eerste titelloze album uit in 1977 en op Systems of Romance ging het over op een steeds elektronischer geluid. Naast het spelen van drums en het programmeren van ritmes, schreef Cann ook een aantal teksten voor Ultravox' doorbraakalbum Vienna (1980), waaronder het nummer "Mr. X". In 1986 verliet hij de groep en bleef hij een tijdje werken als muzikant en producer in verschillende projecten, maar later verhuisde hij naar Los Angeles om een carrière in de filmindustrie na te streven.
In 2008 herenigde hij zich met Midge Ure, Billy Currie en Chris Cross bij Ultravox. In 2012 bracht de band het album Brilliant uit.